# Quod apostolici muneris
Quod apostolici muneris, en español, Por nuestro ministerio [apostólico], es la segunda encíclica del papa León XIII. Fue publicada el 28 de diciembre de 1878, y condena al socialismo, al comunismo y al nihilismo. El papa las presenta como tres manifestaciones de una única ideología que se opone a los valores morales, las instituciones naturales y a los principios de autoridad y propiedad.

## Contexto histórico
Poco después de haber sido elevado al solio pontificio, el papa había publicado, el 21 de abril de 1878, su encíclica Inscrutabili Dei consilio. En ella, había señalado las líneas esenciales de su pontificado y denunciaba los males que afectaban a la sociedad de su momento: corrupción de las verdades sobre las que debería apoyarse la sociedad, discordias intestinas y guerras entre las naciones, pérdida del sentido de los justo. Pero solo habrían pasado unos meses cuando el papa volvió a dirigir a la iglesia una nueva encíclica, Quod apostolici muneris, en la cual analiza y condena los errores propalados por el comunismo, el socialismo y el anarquismo.
Efectivamente, en estos años, el socialismo se trataba de un movimiento ampliamente extendido entre el mundo obrero. En gran parte por la actividad de la Asociación Internacional de Trabajadores, la conocida como Primera Internacional que trasladó en 1873 su Congreso General a Nueva York, lo que supondría en poco tiempo la escisión del movimiento obrero en dos bloques opuestos: los marxistas, partidarios de la acción política y parlamentaria; y los bakunianos (anarco-colectivistas), inclinados a la acción directa. Esa diversidad de planteamientos, con un pensamiento común de base, puede explicar el modo de referirse la encíclica a los errores del socialismo, mencionando, junto a él, el comunismo y el nihilismo.
Se considera a la encíclica Quod apostolici muneris como la primera de las denominadas encíclicas sociales menores, a la que siguieron  Diuturnum illud (1881), Immortale Dei (1885), Libertas praestantissimum (1888), Graves Dei communi (1901), una serie que culminó  el 5 de mayo de 1891 con la Rerum novarum.

## Contenido
Quod Apostolici muneris ratio a Nobis postulabat, iam inde a Pontificatus Nostri principio, Litteris encyclicis ad vos datis, Venerabiles Fratres, indicare haud praetermisimus lethiferam pestem, quae per artus intimos humanae societatis serpit, eamque in extremum discrimen adducit: simul etiam remedia efficacissima demonstravimus, quibus ad salutem revocari, et gravissima quae impendent pericula possit evadere
Nuestro apostólico cargo ya desde el principio de Nuestro pontificado Nos movió, Venerables Hermanos, a no dejar de indicaros, en las Cartas Encíclicas a vosotros dirigidas, la mortal pestilencia que serpentea por las más íntimas entrañas de la sociedad humana y la conduce al peligro extremo de ruina; al mismo tiempo hemos mostrado también los remedios más eficaces para que le fuera devuelta la salud y pudiera escapar de los gravísimos peligros que la amenazan.
Íncipit de Quod apostolici muneris

Como el papa indica en el íncipit de su encíclica, ya en su primer mensaje al inicio de su pontificado había avisado de los errores que trataban de penetrar entre los fieles de la Iglesia; pero, considera que ese peligro ha crecido en los pocos meses transcurridos que se siente obligado a volver sobre este tema.

### Consecuencias del alejamiento de Dios
Esta situación es consecuencia del plan que llevan a cabo los que, bajo distintos nombre -socialistas, comunista o nihilistas- llevan a cabo un plan para trastornar los fundamentos de la sociedad civil; actúan atraídos por la codicia de los bienes materiales, pero la causa primera de sus pensamientos es el alejamiento de Dios. Siguen un camino abierto por los novadores del Siglo XVII, lo que ha dado lugar a la constitución de estados sin tener en cuenta el orden establecido por Dios. y se manifiestan ahora a través de sociedades secretas, cuyas semillas ya fueron denunciadas por Clemente XI, Benedicto XIV, Pío VI, Pío VII y León XII. Del mismo modo su predecesor, Pío IX, expuso en locuciones y encíclicas estos peligros, refiriéndose muy expresamente al socialismo.

### El origen del poder político
Tras este preámbulo entra el papa a contraponer la doctrina de la Iglesia frente a los principales errores del socialismo. Hacía notar así que "si el socialismo proclamaba la igualdad radical, lo mismo declaraba la Iglesia: pero el contenido de ambas afirmaciones era en todo diverso. Todos los hombres participan de la altísima dignidad de hijos de Dios, pero paradójicamente esa igualdad radical contiene la afirmación de una desigualdad funcional, desigualdad que deriva del mismo Autor de la Naturaleza: unos mandan y otros han de obedecer"; afirmada así la legitimidad del poder político, la encíclica aclara que

si los mandatos de los legisladores y príncipes sancionasen o mandasen algo que contradiga a la ley divina o natural, la dignidad y obligación del nombre cristiano y el sentir del Apóstol, exigen que se ha de obedecer a Dios antes que a los hombres.

### La familia
La encíclica recuerda como la familia redunda en el orden y conservación de la sociedad civil, pero esto requiere, por el mismo derecho natural, que la familia se apoye en la unidad indisolubrel del varón y la mujer, y se complementa con los derechos y obligaciones de todos los que componen la familia; padres e hijos, amos y criados. Sin embargo, recuerda el papa:

Sabéis también que por los principios del socialismo esta sociedad casi se disuelve, puesto que, perdida la firmeza que obtiene del matrimonio religioso, es preciso que se relaje la potestad del padre hacia la prole, y los deberes de la prole hacia los padres.

### El derecho de propiedad
Contrapone también la encíclica la defensa que hace la iglesia del derecho de propiedad, apoyada en los preceptos de la ley divina y natural, frente a la actitud del socialismo que considera el derecho de propiedad como un invento humano, contrario a la igualdad natural entre los hombres,  Defienden así la comunidad de bienes, y que no puede llevarse con paciencia la pobreza, por lo que se puede violar la posesión de los ricos. La iglesia no olvida la causa de los pobres y les alivia con distintos medios; al mismo tiempo señala a los ricos la grave obligación que tienen de dar superfluo a los pobres, recordándole que serán juzgados sobre el cumplimiento de esta obligación  

### El valor de la enseñanza de la Iglesia
Se dirige el papa a los que tienen encomendado el gobierno de la sociedad civil,

les dirigimos la apostólica voz, y en nombre de su propia salvación y de la del Estado les rogamos con la mayor instancia que acojan y escuchen como Maestra a la Iglesia, a la que se debe la pública prosperidad de las naciones, y se persuadan de que las bases de la Religión y del imperio se hallan tan estrechamente unidas, que cuanto pierde aquella, otro tanto se disminuye el respeto de los súbditos a la majestad del mando. exigen que se ha de obedecer a Dios antes que a los hombres.

### Las sociedades obreras
Exhorta el papa a los obispos, a quienes se dirige la encíclica, para que pongan toda su fuerza para que la doctrina católica llegue a todos, procurando que desde la infancia se habitúen a vivir de acuerdo con esta doctrina. Además deben poner especial cuidado en que los fieles católicos no den su nombre ni favorezcan a esta detestable secta; por el contrario se deben favorecer las asociaciones de obreros y artesanos, colocados bajo la tutela de la religión,
El papa concluye la encíclica, considerando las fechas de Navidad en que escribe; elevando las oraciones al Señor, interponiendo el patrocinio de la Virgen María, de San José y los apóstoles Pedro y Pablo; e impartiendo la bendición apostólica.